# Paul Dax
Pour les articles homonymes, voir Dax (homonymie).
Paul Dax, ou Paul Tax, né vers 1503 à Sterzing et mort vers 1561 à Innsbruck, est un lansquenet, artiste peintre, peintre verrier et cartographe originaire du Tyrol.

## Biographie
Il est probablement né vers 1503 à Sterzing et est encore jeune quand il arrive à Innsbruck. Il est capitaine de lansquenets quand il combat de 1526 à 1529 près de Rome et de Naples pendant les guerres d'italie, ainsi que lors du siège de Vienne. En 1546, il prend part à la reconquête de la forteresse d'Ehrenberg par les troupes de la Ligue de Smalkalde.
À partir de 1530, Dax travaille comme peintre à Innsbruck et apprend le métier de peintre verrier, probablement dans l'atelier fondé en 1534 par Wolfgang Vitl à Hall in Tirol. Il réalise pour la Cour d'Innsbruck des tableaux, des étendards et des blasons. De 1537 à 1540, il peint sur des vitraux destinés à la salle des conseils de la Mairie d'Innsbruck et à la résidence du Hofburg. En 1539, il devint citoyen d'Innsbruck. L'empereur Ferdinand Ier le nomme Peintre de cour en 1550. En 1555, il réalise avec ses fils les peintures de l'arsenal d'Innsbruck.
À partir d'environ 1540, Dax travaille comme arpenteur et cartographe. Il réalise des cartes des frontières du pays dans la vallée d'Achental (de), à Brandenberg, à Kufstein et en Basse-Autriche, ainsi que des cartes en relief de fortifications. Dax a aussi travaillé sur une carte de l'ensemble du Tyrol, mais celle-ci s'est perdue ou, plus probablement, n'a jamais été finalisée. Les cartes qu'il avait conçues mais qui n'ont pas été imprimées ont servi entre autres de modèle au cartographe Warmund Ygl pour sa carte du Tyrol publiée en 1605.
Paul Dax épouse en 1530 à Innsbruck la sœur du Maître verrier de cour Urban Delchinger, le couple a deux fils. L'un d'eux, Kaspar Dax († 1565), ainsi que les petits-fils Paul et Christophe Dax et l'arrière-petit-fils Christoph Dax (* 1622), sont aussi peintres à Innsbruck.